# Bakteriofagno zdravljenje
Bakteriofagno zdravljenje ali bakteriofagna terapija je terapevtska uporaba bakteriofagov za zdravljenje bakterijskih okužb. Navkljub zgodnjem odkritju koristnosti bakteriofagov pa je dandanes uporaba za zdravljenje ljudi dovoljena le v Gruziji. Bakteriofagno zdravljenje ima zato zelo velik potencial v medicini, agrikulturi in veterini. 

## Zgodovina
Prvo odkritje koristnih virusov sega v leto 1896 v Indijo. Najdeni so bili v reki Ganges in naj bi zmanjševali verjetnost okužbe s kolero pri uporabi vode iz reke. Po odkritju antibiotikov, ko se je zanimanje za bakteriofagno terapijo nekoliko zmanjšalo, so bili virusi kot protibakterijsko sredstvo ponovno množičneje uporabljeni med drugo svetovno vojno. Odkritja so namreč pokazala, da lahko bakteriofagi uničijo svoje bakterijske gostitelje, ne da bi pri tem škodovali človeškemu telesu, v katerem se ta gostitelj nahaja. Zato se je porodila ideja, da bi s pomočjo teh organizmov lahko zdravili bakterijske okužbe. S pomočjo bakteriofagov so zdravili predvsem grižo ali dizenterija|dizenterijo, torej bolezen, ki jo povzroča hrana ali voda, okužena z bakterijami. Med drugim pa so bile te vrste virusov uporabljene tudi za zdravljenje raznih ran, predvsem vojnih, opeklin pa tudi zlomov, kjer je prišlo do bakterijskih okužb. Nato je uporaba bakteriofagnega zdravljenja zamrla.
Ponovna renesansa uporabe bakteriofagov v današnjem času je posledica pojava proti antibiotikom odpornih bakterij. Vsako leto namreč umre veliko število ljudi prav zaradi okužb z bakterijami, ki so odporne proti antibiotikom. Eden od vzrokov za to je tudi dejstvo, da so bili antibiotiki v preteklosti in so še vedno množično uporabljeni za uničevanje okužb v kmetijstvu, hkrati pa se dodajajo kot krmni dodatki v prehrano živine, zaradi česar se veliko antibiotikov vnese v človeško telo preko hrane. Posamezni vnosi teh antibiotikov so ravno dovolj veliki in pogosti, da se pojavi velika možnost, da bakterije razvijejo rezistenco (odpornost) na določeno vrsto antibiotikov, sami antibiotiki pa na bakterije nimajo večjega vpliva. To je tudi glavni razlog, da se nadomešča uporaba antibiotikov z bakteriofagi na vseh prehrambenih in drugih izdelkih, ki so namenjeni ljudem. 

## Antibiotiki proti bakteriofagom
Že od samega odkritja pozitivnega delovanja bakteriofagov na ljudi in živali obstaja predsodek glede uporabe bakteriofagov. Zdravljenje s pomočjo le-teh namreč vključuje viruse, ki so dolgo časa veljali zgolj za škodljive, zaradi česar se je, zlasti med laiki, razvil odpor do tega načina zdravljenja. Na drugi strani so antibiotiki, ki so še vedno bolje sprejeti v družbi, vendar pa njihova moč, zaradi vse večje odpornosti, nad bakterijami usiha. Zato se poraja vprašanje, katera od omenjenih protibakterijskih metod je učinkovitejša in hkrati tudi sprejemljivejša.
Glavna prednost bakteriofagne terapije pred zdravljenjem z antibiotiki je eksponentna rast, kar pomeni, da se znotraj telesa zelo hitro namnožijo. Posledično so učinkovitejši od antibiotikov, katerih vsebnost v telesu s časom pada, predvsem zaradi presnove. Zato jih moramo jemati več časa, če hočemo, da so učinkoviti. Bakteriofagi pa so odvisni od prisotnih bakterij in dokler bodo bakterije v telesu, se bodo lahko razmnoževali.
Velika prednost bakteriofagov je tudi njihova visoka specifičnost za točno določeno bakterijo, zaradi česar ne povzročajo stranskih učinkov, medtem ko pri antibiotikih do njih pride velikokrat. Pojavljajo se razne prebavne motnje in bolečine v želodcu, predvsem kot posledica nespecifičnosti antibiotikov, ki tako uničujejo tudi mikrofloro.
Razvoj novih, drugačnih bakteriofagov je hiter. Če bakterija razvije odpornost proti bakteriofagu, lahko le v nekaj dneh najdemo drug primeren bakteriofag. V primeru antibiotikov je ta čas mnogo daljši.
Tudi bakteriofagno zdravljenje pa ima svoje omejitve. Do zapletov pri uporabi bakteriofagov lahko pride predvsem zaradi tvorbe protiteles, ki izničujejo in onemogočajo delovanje bakteriofagov. Protitelesa viruse razkrajajo in ti se tako izločajo iz telesa. Ker pa je delovanje bakteriofagov hitrejše kot imunski odgovor telesa, se pojavi problem šele pri ponovni uporabi istih bakteriofagov, torej tistih, ki smo jih uporabili prvikrat. Telo ima namreč že izdelan načrt za imunski ogovor, kar pomeni, da moramo uporabiti drugačen nabor bakteriofagov. Telo se namreč bakteriofagov iz prve uporabe znebi še preden lahko ti uspešno odstranijo bakterije.
Druga omejitev, ki je obenem tudi njihova prednost, pa je visoka specifičnost. Porabi se namreč precej časa, da se bakterija natančno identificira (vseeno je to hitrejše pa tudi cenejše kot razvijanje novih in učinkovitih antibiotikov). Namesto tega lahko kot hitrejšo, vendar morda ne tako učinkovito, možnost uporabimo bakteriofagni "koktajl". Pri tem gre za več vrst bakteriofagov, le-ti pa so zastopani v manjših količinah. To predvsem zato, da se ne izzove imunski odgovor in s tem tvorba protiteles.

## Naravno zdravljenje
Rešitev za naraščajočo odpornost bakterij proti antibiotikom bi lahko pomeni virusi, ki so prisotni v naravi. Za vsako poznano bakterijo na našem planetu namreč obstaja mnogo bakteriofagov, ki iščejo bakterije in jih uporabijo za hranilo, s čimer jih uničujejo. Kljub temu, da so se bakterije ves čas svojega obstoja razvijale, so se tem spremembam navkljub in pravočasno izpopolnjevali tudi bakteriofagi, kar za antibiotike ne moremo trditi.
Z virusi lahko zdravimo poleg bakterijskih tudi virusne bolezni. Te preprečujemo s cepljenjem, s katerim povečujemo odpornost gostitelja. Uporablja se več načinov cepljenja, verjetno pa je najbolj poznano cepljenje, pri katerem na različne načine pridobivamo oslabljene viruse, ki jih vbrizgamo v telo, kar omogoča nastanek imunosti. Na primer, osebe cepljene proti virusu rumene mrzlice so pred to boleznijo zaščitene vse življenje.
Virusi v naravi predstavljajo torej koristi in nevarnosti in z ustreznim načinom jih lahko izkoristimo v svoj prid.